# Irréversible
Irréversible è un film sperimentale del 2002 scritto e diretto da Gaspar Noé, interpretato da Vincent Cassel e Monica Bellucci.

## Trama
Marcus e Alex devono recarsi ad una festa con Pierre, amico di Marcus ed ex fidanzato di Alex. I tre si ritrovano alla festa ma Marcus, dopo due ore, è già alterato dalle droghe e alcolici e si comporta da folle, infastidendo con il suo comportamento prima Pierre, che cerca inutilmente di farlo ragionare, poi Alex che alla fine, stancatasi, decide di tornarsene a casa da sola. Mentre attraversa un sottopassaggio Alex viene stuprata selvaggiamente da uno sconosciuto e poi massacrata di botte. Marcus e Pierre, uscendo dal locale, scoprono l'accaduto vedendo Alex, con il volto tumefatto, mentre viene trasportata in barella su di un'ambulanza.
Sconvolto e accecato dalla rabbia, Marcus trascina l'amico Pierre in una disperata caccia al colpevole per vendicare Alex. Dopo una frenetica ricerca giungono in un locale gay dove dovrebbe trovarsi il presunto stupratore. Ma i due massacrano un uomo erroneamente ritenuto responsabile dello stupro: in realtà si scopre che l'uomo aggredito e ucciso a colpi di estintore non è lo stupratore di Alex, bensì una persona che stava parlando con il vero colpevole, il quale, a massacro finito, abbandona indisturbato il locale.
Il film è montato come un lungo piano sequenza (in realtà composto da un mosaico di riprese separate) e composto a ritroso, dalla scena conclusiva in cui due persone sentono le ambulanze fuori dal locale gay alla scena di sesso tra Marcus e Alex.

## Produzione
Il titolo originale di Irréversible era inizialmente in inglese, "Danger".

### Inquadrature e tecniche
Il tutto è stato girato in molte riprese, con una dozzina di inquadrature apparentemente ininterrotte, ma in realtà assemblate e costituite da centinaia di inquadrature molto simili tra loro (ricordando la tecnica passo uno).
In particolare la scena madre del film, ossia quella della violenza sessuale, dura ben nove minuti, ed è stata completamente filmata in un'unica inquadratura ininterrotta. Il regista Noé ha detto che non aveva idea di quanto sarebbe durata la scena di stupro, poiché tutto poteva essere deciso da Monica Bellucci, che ha effettivamente diretto la scena, e Jo Prestia, che ha interpretato il suo carnefice.
In diverse interviste successive, Noé ha dichiarato di aver spesso fatto uso di cocaina durante la produzione del film per riuscire a trasportare le grandi fotocamere necessarie alla realizzazione di molteplici riprese rotanti del film; ha anche ammesso di averne fatto uso per "allontanare il senso di nausea dato dal girare le scene rotanti".
In post-produzione, per aggiungere indirettamente il pene del Tenia nella scena dello stupro, è stata utilizzata la CGI; la stessa tecnica è stata usata durante la scena del massacro nel locale gay, per il momento in cui Pierre (Albert Dupontel) colpisce e spacca in due il cranio di un uomo con un estintore.

## Colonna sonora
La colonna sonora è di Thomas Bangalter, musicista francese noto per essere uno dei componenti del duo Daft Punk e del trio Stardust.

## Distribuzione
È stato distribuito nelle sale cinematografiche francesi il 22 maggio 2002 e il 24 dello stesso mese in quelle italiane, contemporaneamente alla première del 55º Festival di Cannes. Negli Stati Uniti il film ha avuto una distribuzione limitata dopo essere stato presentato al Sundance Film Festival nel gennaio 2003.

### Divieti
Per via delle molteplici scene di violenza, stupro e sangue, il film è stato vietato nella maggior parte degli stati del mondo, tra cui l'Italia, ai minori di 18 anni. In Nuova Zelanda e in Australia il film è stato addirittura bandito.

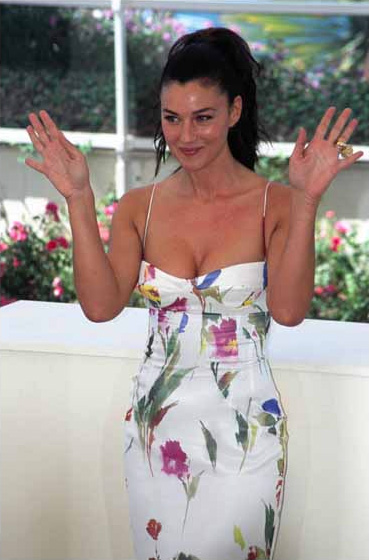
La protagonista Monica Bellucci al Festival di Cannes del 2002 per la premiere del film

## Accoglienza

### Incassi
Guadagnando a livello internazionale circa 5,5 milioni di dollari, il film ha raggiunto alla fine un incasso globale di $ 6,5 milioni.

### Critica
Giudicato dalla critica come uno dei film più controversi del 2002, principalmente a causa delle rappresentazioni esplicite di violenza sessuale e omicidio, è stato paragonato a pellicole come Memento, Peppermint Candy e Betrayal per la tecnica di cronologia inversa utilizzata.
Il riscontro da parte della critica è stato misto, tra chi lo ha stroncato e chi l'ha considerato uno dei film migliori dell'anno: per esempio, sul sito web Rotten Tomatoes il film raccoglie il 58% delle recensioni professionali positive, con un voto medio di 6.10/10, basato su 123 recensioni; il consenso critico del sito recita: "Sebbene sia ben filmato e ben diretto, Irréversible è pieno di estrema violenza gratuita".
Il critico cinematografico statunitense Roger Ebert ha affermato che la struttura del film lo rende "morbosamente moralista": "Presentando la vendetta come giustificazione contro gli atti che la ispirano, siamo costretti a pensare prima alla vendetta in sé, e solo dopo alle sue conseguenze: un film così violento e crudele che la maggior parte della gente lo troverà inguardabile!".
Per David Edelstein, "Irréversible potrebbe essere il film più omofobo mai realizzato". Il modo in cui il regista ha raffigurato il Tenia, criminale gay che stupra la protagonista, rimane sicuramente l'immagine più controversa del film, che ha addirittura portato alcuni spettatori a Cannes ad abbandonare la sala, nauseati.  In sua difesa, Noé ha dichiarato di non essere omofobo e ha aggiunto "appaio anche in Irréversible, mi masturbo al gay club" come a voler dimostrare che "non mi sentivo superiore ai gay".

## Curiosità
- All'interno del film sono state usate alcune basse frequenze, in un range che va dai 22 ai 36 Hz. Queste oscillazioni continue (che non possono essere udite ma “avvertite” fisicamente) causano senso di nausea, “mal d’auto” o vertigini. Citando Gaspar Noé: “Non le puoi sentire, ma ti fanno rabbrividire. In un buon cinema con un buon impianto audio, può spaventarti molto di più il suono che quel che sta accadendo sullo schermo.”[16]
- A causa della scena massacrante lì girata, il sottopassaggio visibile nel film, accessibile dai Boulevard di Parigi, oggi non esiste più: è un'area pedonale.
- Il film è stato inserito nella lista "1001 film da vedere prima di morire" creata dal produttore Steven Schneider.[17]

## Riconoscimenti
- 2002 – Festival di Cannes
  - Candidatura alla Palma d'oro a Gaspar Noé[18]
- 2002 – Stockholm Film Festival
  - Cavallo di Bronzo a Gaspar Noé[19]